# Altes Seminar Wipperfürth

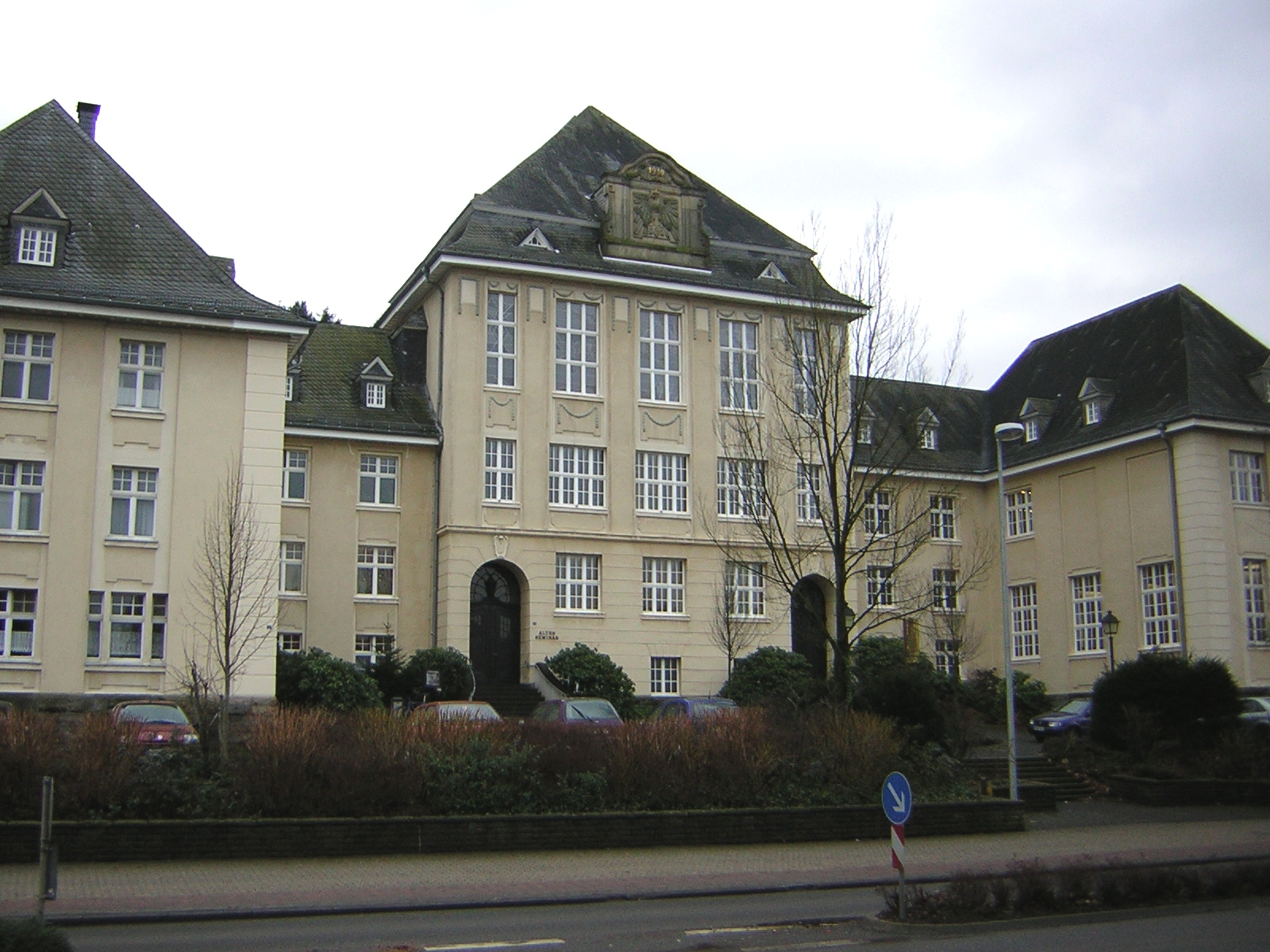
Altes Seminar im Jahr 2005

Das Alte Seminar ist ein im Jahr 1910 erbautes Seminargebäude in Wipperfürth. Heute befindet sich im Gebäude der Ratssaal des Stadtrats, weil der entsprechende Saal im Rathaus zu klein geworden war. Des Weiteren ist hier die Musikschulverwaltung, die Stadtbücherei und das Kämmereiamt zusammen mit der Stadtkasse untergebracht. Im linken Flügel befinden sich Privatwohnungen und der rechte Flügel ist zu einer Gymnastikhalle renoviert worden.
Im Volksmund wird auch vom Wipperfürther Schloss gesprochen.

## Geschichte
Die preußische Unterrichtsbehörde richtete 1906 in einem Wohnhaus in Wipperfürth ein Lehrerseminar zur Ausbildung von Volksschullehrern ein. Das Provisorium wurde durch ein neu erbautes Seminargebäude abgelöst, welches am 30. September 1911 feierlich als Königliches Lehrerseminar eingeweiht wurde.
Bis 1973 befand sich im Gebäude das Engelbert-von-Berg-Gymnasium Wipperfürth. Der hintere Flügel des Gebäudes wurde abgerissen und hinter dem alten Seminar wurde ein modernes Gebäude für das Gymnasium errichtet.
1974 wurde das Alte Seminar Eigentum der Stadt Wipperfürth. Das Bauwerk sollte damals abgerissen werden, aber durch den großen Einsatz einer Privatperson gelang es, das Gebäude unter Denkmalschutz zu stellen. Heute ist das Seminar komplett renoviert.